# هاري وودز (سياسي)
هاري وودز (بالإنجليزية: Harry Woods)‏ هو شخصية أعمال وسياسي أسترالي، ولد في 23 ديسمبر 1947 في أستراليا. حزبياً، نشط في حزب العمال الأسترالي. وقد انتخب عضو الجمعية التشريعية نيو ساوث ويلز عن دائرة Electoral district of Clarence ‏ (25 مايو 1996 – 28 فبراير 2003) وانتخب عضو مجلس النواب الأسترالي عن دائرة Division of Page ‏ (24 مارس 1990 – 2 مارس 1996).